# Berzeliusskolan
Berzeliusskolan är en gymnasie- och högstadieskola i Linköping uppkallad efter kemisten Jöns Jacob Berzelius.

## Historia
Den grundades 1953 som en grundskola under namnet Vasaskolan. Grundskolan upphörde under 1965 och två år senare öppnades det högre tekniska läroverket som fick namnet Berzeliusskolan. Sedan 1997 bedrivs det åter grundskoleutbildning i skolans lokaler. 

## Gymnasieskolan

### Program på gymnasienivå[2][3]
Berzeliusskolan erbjuder följande gymnasieprogram:
- Teknikprogrammet
  - Design och produktutveckling
  - Informations- och medieteknik
  - Produktionsteknik
  - Samhällsbyggande och miljö
  - Teknikvetenskap
- Naturvetenskapsprogrammet
  - Naturvetenskap
  - Naturvetenskap och samhälle
  - Studievägen Spets (Matteinriktning)
- Anpassad gymnasieskola

Elever på teknikprogrammet erbjuds ett fjärde år inom informations- och medieteknik med utgång mot nätverksteknik. Det leder fram till en gymnasieingenjörsexamen.

## Grundskola
Grundskolan har specialinriktningar i NO-mattespets och idrott. NO-mattespetsen innebär fler NO-lektioner per vecka med djupare utbildning och de går fram lite snabbare i matten så att de redan i åk9 ska vara klara med matte 1C (gymnasiematte). För no-mattespets krävs det att man genomgår ett intagningsprov för att bli antagen till utbildningen. 
För att söka till idrottsprofil krävs genomförande av ett intagningsprov. 
Berzeliusskolans NO-inriktning kräver inte något intagningsprov. De elever som kommer in på denna inriktning blandas med de vanliga klasserna. 
Grundskolan är årskurs 7-9 och är indelad i tre arbetslag, Alfa, Beta och Gamma.  I varje årskurs finns klasserna A-F som består av den vanlig utbildningen med eller utan NO-inriktning. Klass G och H är idrottsklasserna och klass S är NO-mattespetsen.

## Vasahallen
Vasahallen är en idrottshall för bland annat idrottsundervisning på skolan. Den invigdes i december 1963.
Efter utdragna processer har beslut fattats om ett nybygge vid Berzeliusskolan; Nya Vasahallen. Den nya Vasahallen ska fungera som idrottshall och matsal. Den nya idrottshallen blir den näst största i Linköping. 

## Kända alumner gymnasienivå
- Lars Hultman  (f. 1960)

## Kända alumner högstadienivå
- Amanda Edmundsson  (f. 2002)